# Сьерра, Хосе Луис
Хосе́ Луи́с «Кото» Сье́рра Па́ндо (исп. José Luis "Coto" Sierra Pando; род. 5 декабря 1968, Сантьяго) — чилийский футболист, бывший атакующий полузащитник, известный по выступлениям за клубы «Коло-Коло», «Унион Эспаньола» и сборную Чили. Участник чемпионата мира 1998 года.

## Клубная карьера
Сьерра начал карьеру в клубе «Унион Эспаньола». В ноябре 1988 года в матче против «Универсидад де Чили» дебютировал в чилийской Примере. Уже во втором сезоне завоевал Кубок Чили, а через три года повторил успех. Летом 1989 года на правах аренды Сьерра недолго выступал за испанский «Реал Вальядолид». В 1995 году Хосе Луис перешёл в бразильский «Сан-Паулу», но вскоре вернулся на родину, заключив контракт с «Коло-Коло». За четыре года в новой команде Сьерра трижды выиграл чемпионат и в четвёртый раз стал обладателем национального кубка. В 1999 году на правах аренды выступал за мексиканский УАНЛ Тигрес.
В 2002 году Хосе Луис вернулся в «Унион Эспаньола». В 2005 году помог клубу выиграть национальное первенство и был признан футболистом года в Чили. В 2009 году Сьерра завершил карьеру. С 2010 года тренировал «Унион».

## Международная карьера
В 1991 году дебютировал за сборную Чили. 31 марта 1993 года во встрече против сборной Боливии Сьерра забил свой первый гол за национальную команду. Трижды принимал участие в розыгрыше Кубка Америки в 1993, 1995 и 1999 годах.
В 1998 году попал в заявку сборной на участие в чемпионате мира во Франции. На турнире принял участие в матчах против команд Камеруна, Австрии, Италии и Бразилии. В поединке против камерунцев Сьерра отметился забитым мячом.

### Голы за сборную Чили
| #   | Дата            | Место                      | Противник | Результат | Соревнование        |
| --- | --------------- | -------------------------- | --------- | --------- | ------------------- |
| 01. | 31 марта 1993   | Арика, Чили                | Боливия   | 2:1       | Товарищеский матч   |
| 02. | 13 июня 1993    | Ла-Пас, Боливия            | Боливия   | 1:3       | Товарищеский матч   |
| 03. | 21 июня 1993    | Куэнка, Эквадор            | Бразилия  | 3:2       | Кубок Америки 1993  |
| 04. | 31 мая 1998     | Монтелимар, Франция        | Тунис     | 3:2       | Товарищеский матч   |
| 05. | 23 июня 1998    | Нант, Франция              | Камерун   | 1:1       | Чемпионат мира 1998 |
| 06. | 3 июля 1999     | Сьюдад-дель-Эсте, Парагвай | Венесуэла | 3:0       | Кубок Америки 1999  |
| 07. | 12 февраля 2000 | Вальпараисо, Чили          | Болгария  | 3:2       | Copa Valparaíso     |
| 08. | 23 марта 2000   | Сантьяго, Чили             | Гондурас  | 5:2       | Товарищеский матч   |

## Достижения
Командные
«Коло-Коло»
- Чемпионат Чили по футболу — 1996, Кл. 1997, 1998
- Обладатель Кубка Чили — 1989, 1996

«Унион Эспаньола»
- Чемпионат Чили по футболу — Ап. 2005
- Обладатель Кубка Чили — 1992, 1993

Индивидуальные
- Футболист года в Чили — 2005